# Mariscal Ramón Castilla (tỉnh)
Tỉnh Mariscal Ramón Castilla (tiếng Tây Ban Nha: Provincia de Mariscal Ramón Castilla) là một tỉnh thuộc vùng Loreto của Peru. Tỉnh Mariscal Ramón Castilla có diện tích 39172 km², dân số thời điểm theo điều tra dân số ngày 11 tháng 7 năm 1993 là 32900 người. Tỉnh lỵ đóng ở Caballococha.